# أحمد البداح
أحمد ناصر البداح لاعب كرة قدم سعودي و يلعب كلاعب وسط و يلعب حالياً مع النادي الفيصلي السعودي.